# Българска старина (сдружение)
Българска старина е археологическо сдружение, създадено във Варна, България на 23 март 1924 година.

## Основаване и цели
По инициатива на Карел Шкорпил на 23 март 1924 г. във Варна с участието на представители от Шумен, Нови пазар, Абоба (Плиска) и Преслав се учредява Археологическо сдружение „Българска старина“. Почетен председател на Постоянния комитет става митрополит Симеон, а реалното ръководство на сдружението е поето от К. Шкорпил.
През 1926 г. седалище на сдружението става Шумен, чийто местен комитет успешно координира работата на местните археологически дружества в Шумен, Плиска, Мадара, Преслав и Разград. Археологическото сдружение „Българска старина“ си поставя следните основни задачи: да се грижи за опазването на старините, открити в Източна България; да организира нови археологически разкопки; да изучава българската история по източници в страната и чужбина; да урежда народни събори на исторически места в Източна България.

## Дейност
Дейността на сдружението допринася за провеждането на мащабни археологически изследвания в края на 1920-те и началото на 1930-те години. В тях се включват войници от Шуменския гарнизон, а началникът на гарнизона е избран за председател на комитета. Археологически разкопки се провеждат съгласувано с Народния археологически музей в София, а за научни ръководители са привлечени утвърдени български учени. Сдружението и неговите сътрудници имат безспорна заслуга за първите организирани разкопки в Мадара (1926), разкриването и консервирането на останките на Кръглата църква в Преслав при разкопките през 1927 – 1928 г., ръководени от Кръстю Миятев и др.
През 1936 г. с наредба-закон държавните приходи от отчуждените земи в района на старите столици Плиска и Преслав и около с. Мадара се отстъпват в полза на сдружението. С доходите от тези земи започва изграждането на съответната инфраструктура, улесняваща достъпа на посетителите до музейните обекти. Изграждат се няколко стопански сгради, туристическа спалня в Плиска, база за археолозите в Мадара. Построен е и мост над р. Тича, за да могат посетителите на старинния Преслав да достигат и до Патлейна. Извършено е залесяване на районите. Построени са музейни сгради в Плиска, Мадара и Преслав.
През втората половина на 1920-те и през 1930-те години Археологическо сдружение „Българска старина“ обединява усилията на местните археологически дружества, музеи и различни организации и институции в Източна България за планомерно разкриване, опазване и експониране на най-забележителните паметници на българското средновековно културно-историческо наследство.